# Miemo
Miemo ist eine Fraktion (italienisch frazione) der italienischen Gemeinde Montecatini Val di Cecina in der Provinz Pisa in der Toskana.

## Geografie
Der Ort liegt etwa 6 km nordwestlich des Hauptortes Montecatini Val di Cecina, etwa 40 km südöstlich der Provinzhauptstadt Pisa und etwa 60 km südwestlich der Regionalhauptstadt Florenz. Der Ort liegt zwischen den Tälern der Flüsse Cecina und des Era bei 416 m s.l.m. und hatte 2001 und 2011 13 Einwohner. Namensgebend für den Ort sind Miemite, einer lokalen Form von Magnesium.

## Geschichte
Erstmals dokumentiert wurde der Ort am 16. November 1108, als Gualando del fu Saracino die Hälfte der Burg an den Bischof von Volterra, Rogerio Ghisalbertini, abtrat. 1186 wurde die Burg von Heinrich VI. als im Machtbereich des Volterraner Bischofs Ildebrando Pannocchieschi befindlich bestätigt, die seit 1193 als Volterraner Bürger geführten Söhne des Gualando, Saracino und Gualando figli del fu Saracino, verpflichteten sich, die Burg nicht auszubauen oder die Wehrmauern zu erhöhen. Am Ende des 13. Jahrhunderts geriet der Ort gänzlich unter die Herrschaft von Volterra und wurde 1288 als zu Volterraner Gebiet zugehörig dokumentiert. Nach der Schlacht bei Montecatini 1315 wurde in einem Vertrag zwischen Volterra und Pisa am 21. Mai 1316 beschlossen, die Wehrmauern der Burg von Miemo zurückzubauen. Wohnten 1551 noch 131 Einwohner im Ort, reduzierte sich die Zahl bis 1745 auf 49. Heute wohnen noch wenig mehr als 10 Einwohner in Miemo.

## Sehenswürdigkeiten

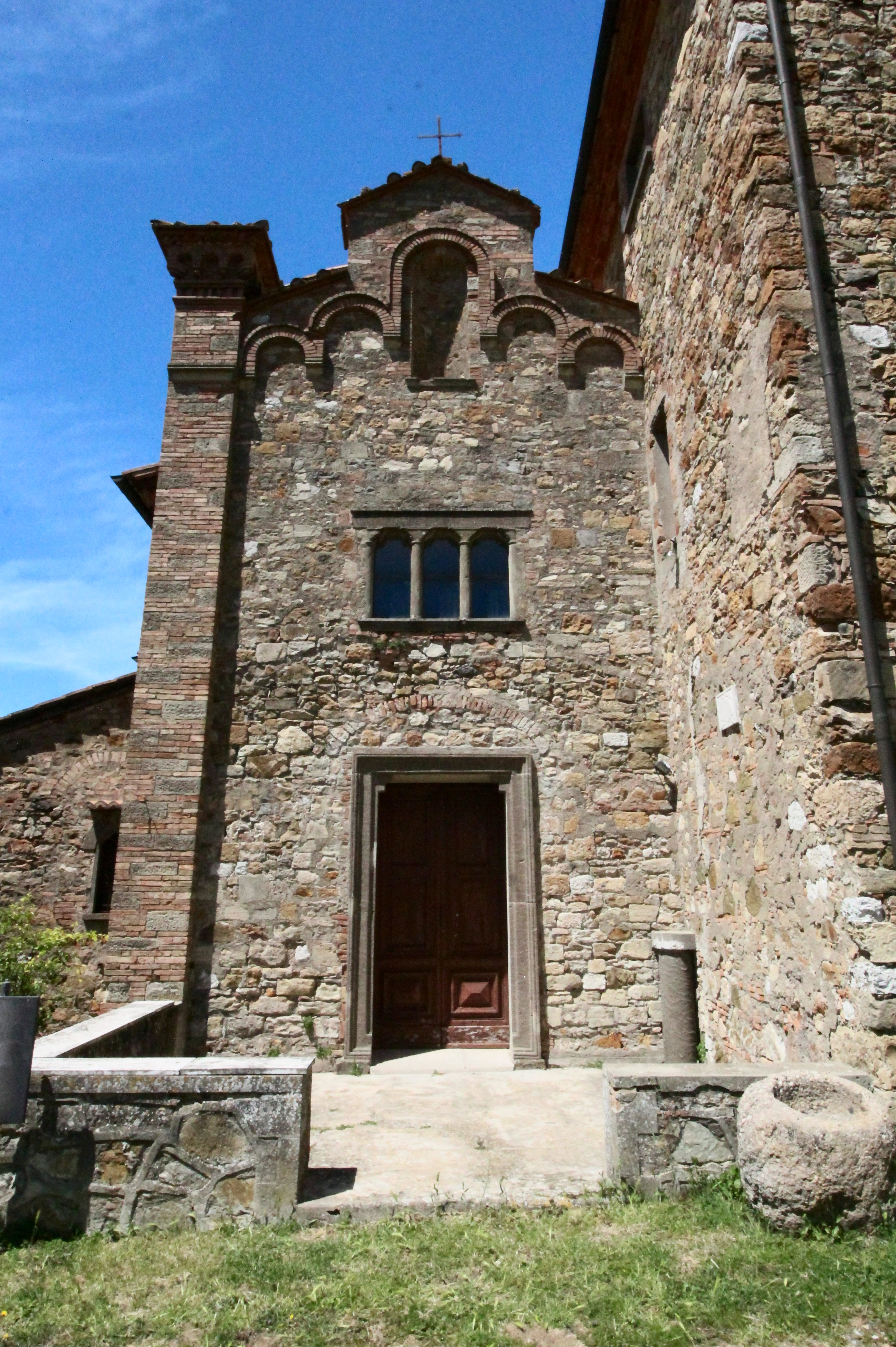
Die Kirche Sant’Andrea Apostolo

- Sant’Andrea Apostolo, Kirche im Ortskern, die erstmals 1303 erwähnt wurde. Wurde am Ende des 18. Jahrhunderts neu errichtet.[4]
- Castello di Miemo, erstmals 1108 erwähnte Burg, die 1316 zurückgebaut wurde.[1]